# Amancy
Amancy is een gemeente in het Franse departement Haute-Savoie (regio Auvergne-Rhône-Alpes). De plaats maakt deel uit van het arrondissement Bonneville. De gemeente telde 2.786 inwoners op 1 januari 2022.

## Geografie
De oppervlakte van Amancy 1 januari 2022 8,62 vierkante kilometer; de bevolkingsdichtheid was toen 323,2 inwoners per km².

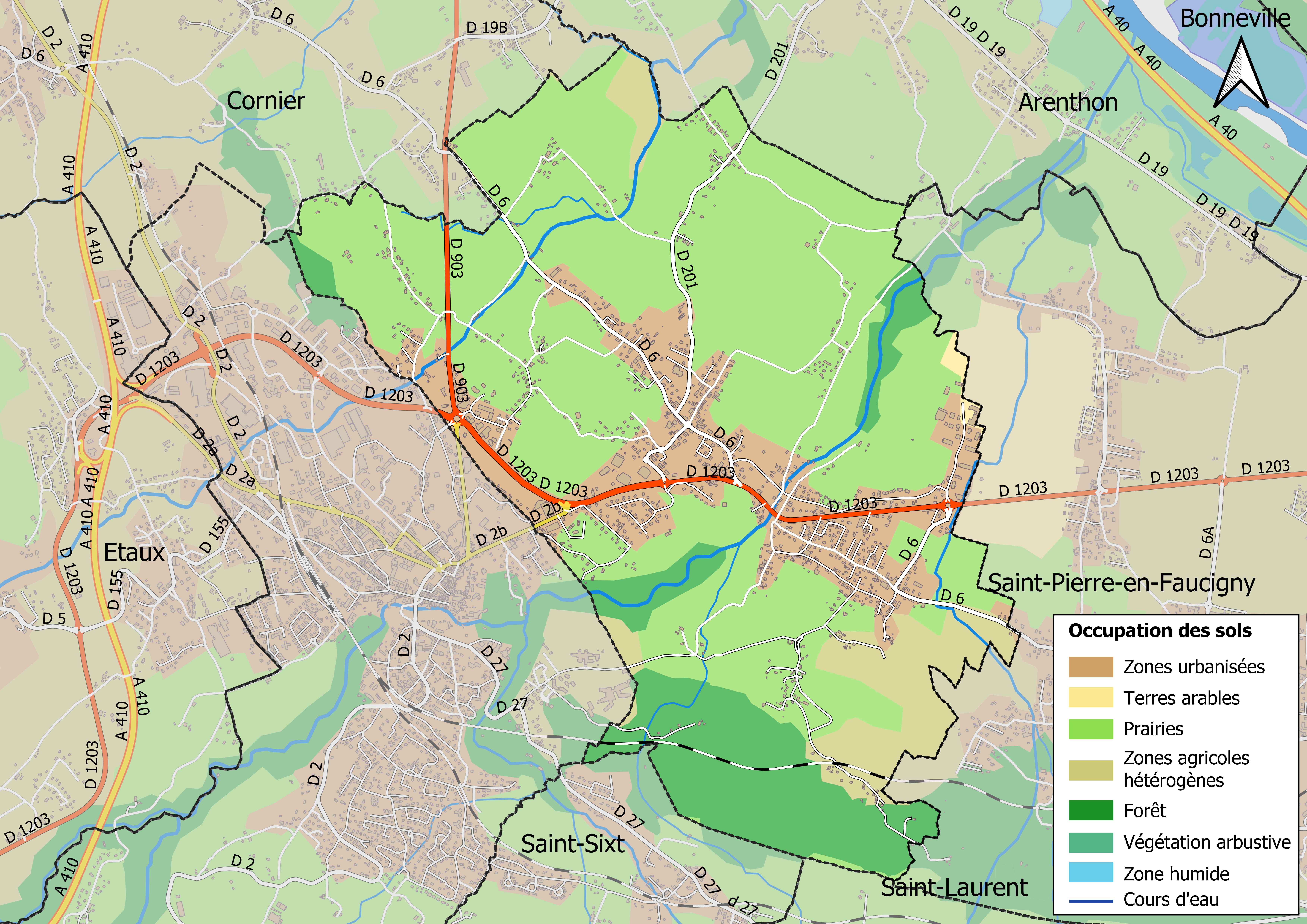
Kaart van de gemeente met de belangrijkste infrastructuur, bodemgebruik en omliggende gemeenten

## Demografie
Onderstaande figuur toont het verloop van het inwonertal (bron: INSEE-tellingen).